# Changshan
Changshan léase en chino: Cháng-Shan, lit. 'Chang2shan1.ogg'  (en chino simplificado, 常山县; pinyin, Chángshān xiàn) es un condado bajo la administración directa de la ciudad-prefectura de Quzhou. Se ubica en la provincia de Zhejiang, este de la República Popular China. Su área es de 1097 km² y su población total para 2010 fue más de 200 mil habitantes.

## Administración
El condado de Changshan se divide en 14 pueblos que se administran en 3 subdistritos, 6 poblados y 5 villas.